# إدفارد هايبيرغ
إدفارد هايبيرغ هو مهندس نرويجي، ولد في 11 يونيو 1911، وتوفي في 10 يونيو 2000.